# Паволоцькі
Паволоцькі (пол. Pawłucki, Pawołocki, Powołocki; рос. Паволоцкие) — український старшинський, пізніше дворянський рід.

## Походження
Нащадки Гаврила Паволоцького, товариша Чернігівського полку (1670).

## Опис герба
В зеленому полі два серця в чаші, пронизані кожне опрокинутими навскісь зліва стрілами.
Щит увінчаний дворянським шоломом і короною. Нашоломник: п'ять страусиних пір'їв. Намет на щиті зелений, підкладений сріблом.